# Gretchen Parlato
Gretchen Parlato (ur. 11 lutego 1976 w Los Angeles) – amerykańska wokalistka jazzowa, grająca też na instrumentach perkusyjnych, producent muzyczny.
Uzdolniona muzycznie, stała się jedną z najbardziej obiecujących wokalistek jazzowych Wschodniego Wybrzeża Stanów Zjednoczonych.

## Życiorys

### Dzieciństwo i młodość
Gretchen Parlato urodziła się jako córka Davida Parlato, basisty jazzowego i Judy Frisk, artystki sztuk wizualnych i muzyka. Wychowywała się w rodzinie artystycznej. Jej dziadek ze strony ojca, Charlie Parlato, był trębaczem i wokalistą jazzowym, natomiast dziadek ze strony matki, Caleb Frisk, szwedzkim inżynierem dźwięku. Jej siostra jest projektantką graficzną, a wuj – aktorem. Gdy miała dwa lata, matka nagrała ją podczas kąpieli. Już wtedy jej rodzice, którzy oboje byli muzykami, stwierdzili u swej córki muzyczny potencjał. Sama artystka w wywiadzie udzielonym Roseannie Vitro i zamieszczonym w JazzTimes stwierdziła, że śpiewała przez całe życie, a mając 15 spostrzegła, że śpiew jest jej życiowym powołaniem. Wcześniej myślała o karierze aktorki, nauczycielki lub weterynarza.

### Edukacja
Parlato uczęszczała do Los Angeles County High School for the Arts, później ukończyła studia na Uniwersytecie Kalifornijskim zdobywając stopień bakalaureat w specjalności: etnografia muzyczna/nauka o jazzie. W 2001 roku została przyjęta do Thelonious Monk Institute of Jazz Performance, jako pierwsza w historii tego instytutu wokalistka.

### Kariera artystyczna
W 2003 roku Parlato przeprowadziła się do Nowego Jorku. W 2004 roku wygrała prestiżowy konkurs Thelonious Monk International Jazz Vocals Competition.
W 2005 roku wydała własnym nakładem swój debiutancki album, Gretchen Parlato, nagrany 16 i 17 grudnia 2004 roku w nowojorskim Coyote Studios. W latach następnych utwierdziła swoją pozycję odbywając trasy z własnym zespołem lub uczestnicząc w koncertach takich artystów jak: Wayne Shorter, Oscar Castro-Neves, Gal Costa, Ivan Lins i Dianne Reeves. Uczestniczyła w sesjach nagraniowych Terence’a Blancharda (album Flow nominowany w 2005 roku do nagrody Grammy), Kenny’ego Barrona (album The Traveler) i Esperanzy Spalding (album Esperanza Spalding z 2008 roku).

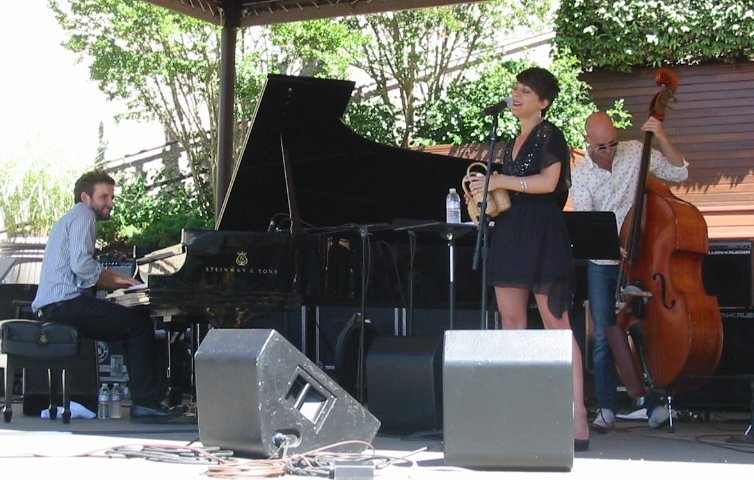
Gretchen Parlato podczas występu na Healdsburg Jazz Festival (2010)

W 2009 roku wystąpiła w dokumentalnej serii Icons Among Us: Jazz In The Present Tense. W tym samym roku zadebiutowała pod szyldem wytwórni płytowej ObliqSound wydając swój album In a Dream. Projekt graficzny okładki albumu wykonała jej matka. W nagraniu materiału muzycznego wzięli udział: gitarzysta i wokalista Lionel Loueke, klawiszowiec Aaron Parks, basista Derrick Hodge i perkusista Kendrick Scott. Na albumie znalazły się jej wersje utworów klasyków jazzu: „Butterfly” Herbiego Hancocka, „E.S.P.” Wayne’a Shortera i „Azure” Duke’a Ellingtona. Artystka zamieściła również w dwóch utworach swój zarejestrowany głos z okresu, gdy miała dwa lata.

Dobra wokalistka, kusi nas żeby pomyśleć, poszukująca subtelności w pracy z utworem. Parlato czyni piosenki subtelnymi, pozornie bez wysiłku. Wymaga to nie lada odwagi: utrzymanie tej łagodności, blasku, a może nawet geniuszu…

W 2011 roku został wydany trzeci album Parlato, The Lost and Found, przynoszący zróżnicowane stylistycznie utwory, z których kilka sama skomponowała: „Winter Wind”, utrzymany w stylu post-bop czy „Better Than” mający klimat rozmarzonej pop ballady. W nagraniu albumu wzięli udział: klawiszowiec Taylor Eigsti, basista Derrick Hodge i perkusista Kendrick Scott, z gościnnym udziałem saksofonisty tenorowego Dayny Stephensa (w kilku nagraniach).
W 2013 roku ukazał się jej album koncertowy, Live in NYC, będący zapisem jej koncertu w nowojorskiej Rockwood Hall w 2012 roku. Album wypełniło 9 utworów, pochodzących głównie z jej dwóch ostatnich albumów studyjnych. W nagraniu wzięli udział muzycy: pianista Taylor Eigsti, basista i wokalista Alan Hampton, basista i wokalista Burniss Earl Travis II oraz perkusiści – Mark Guiliana i Kendrick Scott. Do plyty CD dołączona została płyta DVD. Wydanie albumu koncertowego zbiegło się z 10 rocznicą przybycia artystki do Nowego Jorku stając się okazją do uczczenia miasta, które umożliwiło jej muzyczną działalność.

## Nagrody i wyróżnienia
- zdobywczyni  I miejsca w 2004 Thelonious Monk International Jazz Vocals Competition[6];
- umieszczona w czołowej dziesiątce Downbeat Magazine 2009 w kategorii: wschodząca gwiazda żeńskiej wokalistyki[6];
- 2012 – 2. miejsce w kategorii: najlepsza wokalista jazzowa  w klasyfikacji Downbeat Magazine[3].
- 2012 – najlepsza wokalista jazzowa w klasyfikacji Jazz Journalist Association[3].

## Styl wykonawczy
Parlato śpiewa miękko, ale jej głos, podobnie jak jej idolek: Billie Holiday, João Gilberto i Shirley Horn, jest bardzo elastyczny i ekspresyjny. Jej repertuar obejmuje covery piosenek pop i rhythm and bluesowych oraz klasyczne post-bop utwory z repertuaru Milesa Davisa, Herbiego Hancocka i Wayne’a Shortera. Jeszcze jako studentka Instytutu Theloniousa Monka napisała tekst do „Juju” Shortera, który zamieściła na albumie The Lost and Found. Łącząc zdolność i elegancję klasycznej divy jazzowej z ciekawością i wizją myślących perspektywicznie pionierów jazzu, Parlato stanowi przykład odważnej ewolucji wokalistyki jazzowej. Jedną z jej cech charakterystycznych jest umiejętność włączania do własnej twórczości stylów znajdujących się poza tradycyjnym idiomem jazzowym. Jest ona szczególnie zainteresowana rytmami muzyki brazylijskiej, a legendę bossa-novy Astrud Gilberto zalicza do tych artystów, którzy wywarli na nią największy wpływ. Ten wielokulturowy aspekt swego stylu Parlato rozwijała jeszcze na uniwersytecie kalifornijskim w Los Angeles, gdzie studiowała etnografię muzyczną i jazz.

## Dyskografia
- 2005 – Gretchen Parlato
- 2009 – In a Dream
- 2011 – The Lost and Found
- 2013 – Live in NYC
- 2021 – Flor